# Eric Martin (Musiker)

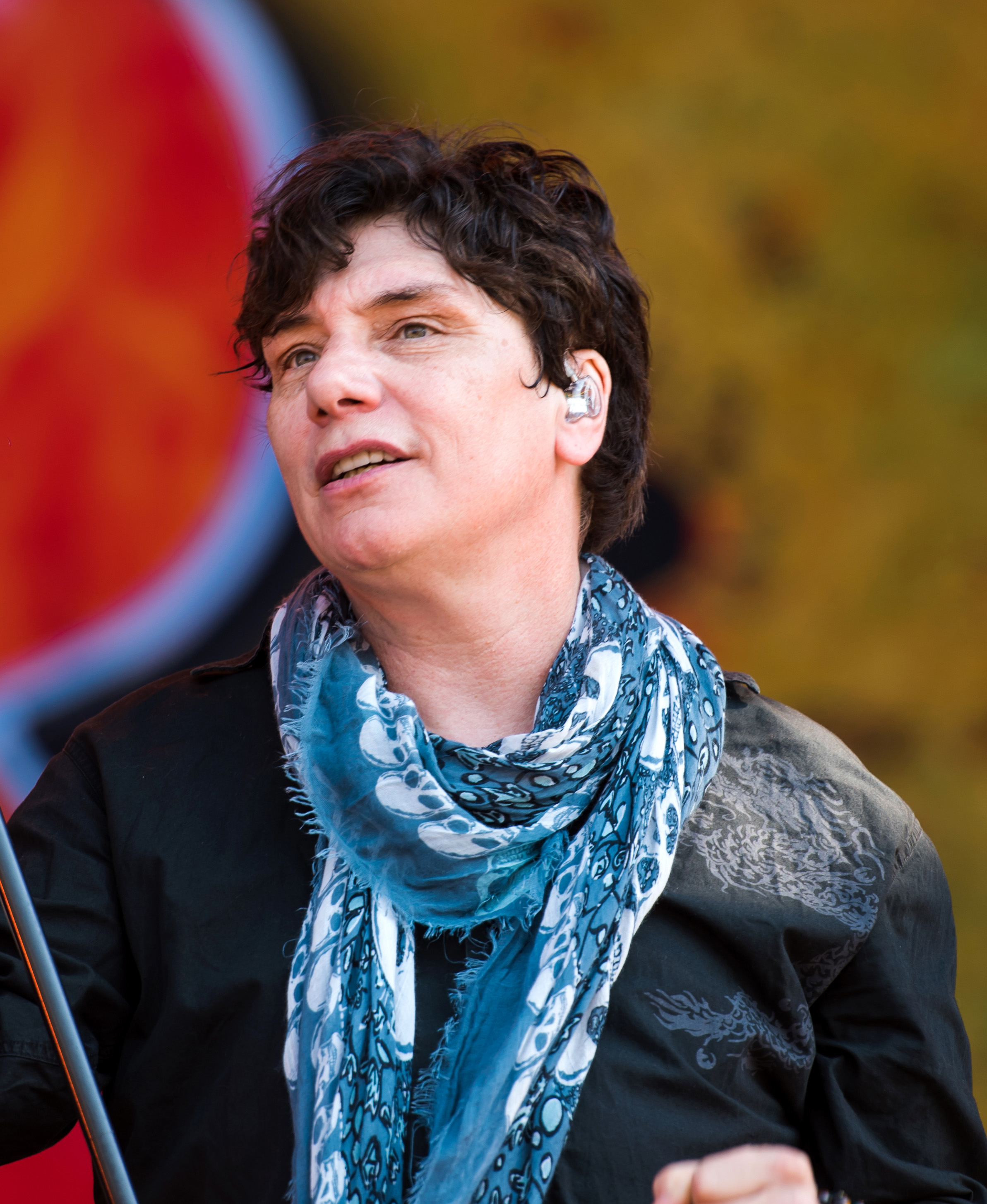
Eric Martin live auf dem Wacken Open Air 2018

Eric Lee Martin (* 10. Oktober 1960 in Long Island, New York) ist ein US-amerikanischer Musiker und Sänger. Er ist als Solokünstler aktiv, hatte jedoch seinen größten Erfolg und höchsten Bekanntheitsgrad als Sänger der Hardrock-Band Mr. Big. Martin ist Autor des größten Single-Erfolges der Gruppe, To Be with You.

## Kindheit und Jugend
Eric ist der Sohn von Frederick „Lee Pepper“ Martin und Iris Martin. Er ist das älteste Kind und hat noch drei Geschwister: Dan, Joan und Laurie. Er ist halb irischer und halb italienischer Abstammung.
Musikalisch wurde er zuerst von seinem Vater beeinflusst, der Schlagzeug in der Band The Buzz spielte. Die Band spielte mit Eric am Schlagzeug als Vorgruppe für Sérgio Mendes, einen bekannten Jazz/R&B-Musiker der 1970 und 1980er Jahre.
Martin war jedoch nur eine kurze Zeit Schlagzeuger. In den nächsten Gruppen, in denen er Mitglied war, hatte er jeweils die Rolle des Sängers inne. Er sang in Bands wie S.F. Bloodshy und Backhome. Er gehörte auch zu einer Gruppe, die sich Stark Raving Mad nannte, in der auch der spätere Gitarrist und Keyboarder der Band Winger, Paul Taylor, spielte.
Martin verdankt seine stimmlichen Qualitäten seiner Gesangslehrerin, Judy Davis. Sie brachte ihm Diktion, Durchhaltevermögen und Atemkontrolle bei.
Um 1976 herum siedelte die Familie Martin in die Bay Area um. Martin besuchte die Foothill High School in Pleasanton und traf dort einige der Leute, mit denen er seine erste erfolgreiche Band gründete: Kid Courage. Die Band war Vorgruppe von AC/DC bei deren ersten beiden Konzerten in den USA.

## Karriere

### 415/Eric Martin Band (1978–1985)
Der Gitarrist der Band Mile Hi, John Nyman, fragte Martin, ob er mit ihm eine neue Band gründen würde. Die zwei kannten sich aus der Vergangenheit, weil ihre Bands (Mile Hi und Kid Courage) zusammen gespielt hatten. Sie vereinbarten, Musiker aus den vorherigen Bands zu gewinnen, und gründeten eine neue Gruppe, die sie 415 nannten.
415 wurde Ende 1979 gegründet. Es war für Martin der Start einer Karriere als Frontmann und Sänger. Die Gruppe spielte zunächst in Nachtclubs und auf Bierpartys, sie konnte sich schnell einen guten Ruf als Liveband erarbeiten, sodass sie bald als Vorgruppe für Billy Squier, Hall & Oates, Rick Springfield, Molly Hatchet, Marshall Tucker Band und Foreigner spielten. Obwohl sie noch keinen Plattenvertrag besaß, durfte die Gruppe vor 60.000 Besuchern beim von Bill Graham organisierten Days-on-the-Green-Konzert auftreten.
415 bekam einen Plattenvertrag bei Elektra/Asylum Records; ihr Management übernahmen Walter „Herbie“ Herbert und Sandy Einstein. Beide waren Manager der Band Journey. Sie entschieden, den Namen der Gruppe in Eric Martin Band (EMB) zu ändern. EMB veröffentlichten ihr Debütalbum, Sucker for a Pretty Face, 1983. Mit diesem Album bekamen sie die Möglichkeit, bei Dick Clarks American Bandstand aufzutreten und auf verschiedenen Tourneen als Vorgruppe von Bands wie ZZ Top, Night Ranger und Journey dabei zu sein. Trotz des einsetzenden Erfolges entschieden sich die Musiker der Band 1985, die Gruppe aufzulösen.

### Solo-Karriere (1985–1988)
Nach der Trennung machte Martin als Solokünstler weiter. Er nahm den Song I Can’t Stop the Fire für den Soundtrack zum Film Teachers auf, außerdem These Are the Good Times und Eyes Of The World für den Film Iron Eagle. 1985 veröffentlichte er sein erstes Soloalbum mit dem Titel Eric Martin, dem 1987 das Album I’m Only Fooling Myself folgte. Dieses Album enthielt Songs, die von anderen Künstlern, wie Myles Hunter, John Waite und anderen bekannten Songwritern geschrieben worden waren. Als Musiker wirkten auf dem Album die Schlagzeuger Mike Baird, der mit Rick Springfield und Journey gearbeitet hatte, und Mickey Curry mit, außerdem die Gitarristen Richie Zito, Tim Pierce, Michael Landau und Rick Nowels.
Trotz seines damals noch jungen Alters war Martin zu dieser Zeit von verschiedenen Bands der 1970er und 1980er Jahre, wie beispielsweise Van Halen, Toto und Rainbow, dazu eingeladen worden, sich bei ihnen um den Posten des Leadsängers zu bewerben.

### Mr. Big (1988–2002)
1988 vervollständigte Martin die von Billy Sheehan und Paul Gilbert gegründete Band Mr. Big. Der Gruppe gelang es schnell, sich einen Namen zu machen und erste Erfolge zu erzielen, da allein der Ruf der einzelnen Musiker ausreichte, das Interesse der (US-amerikanischen) Medien zu wecken. Die Band erhielt 1989 einen Schallplattenvertrag bei Atlantic Records, und schon das im selben Jahr veröffentlichte Debütalbum Mr. Big erreichte Platz 46 der Album-Charts; mit ihrem zweiten Album, Lean Into It, erreichte die Gruppe Superstar-Status. Es enthielt die Singles To Be With You und Just Take My Heart. To Be With You erreichte in zahlreichen Ländern Platz eins der Single-Hitlisten, unter anderem in Österreich, der Schweiz, Deutschland und den USA, in Großbritannien immerhin Platz drei. Auch das Album war erfolgreich und erzielte hohe Verkaufszahlen.
Mr. Big erarbeiteten sich eine starke Gefolgschaft in Japan; das Land wurde zum Kernmarkt der Gruppe, was sich vor allem darin ausdrückte, dass dort praktisch zu jedem Studioalbum auch eine Live-CD der jeweiligen Tournee herausgebracht wurde.
Während er Mitglied von Mr. Big war, beteiligte sich Martin aber auch an anderen Projekten. 1995 war er Sänger des The Power Rangers Orchestra, dem auch der Schlagzeuger Matt Sorum angehörte. Ihre Version des Liedes Go Go Power Rangers war im Film  Mighty Morphin Power Rangers: The Movie zu hören.
Martin veröffentlichte sein drittes Soloalbum, Somewhere in the Middle, 1998 und ging im Herbst des Jahres auf eine Tournee durch Japan, an der sich auch Musiker aus seiner alten Band (415/Eric Martin Band) beteiligten.
Inzwischen hatte Gitarrist Paul Gilbert sich entschieden, Mr. Big den Rücken zu kehren; er wurde durch Richie Kotzen ersetzt. Mit ihm nahm die Gruppe das Album Get Over It auf, das im Jahr 2000 veröffentlicht wurde. Die Band konnte jedoch nicht an alte Erfolge anschließen und löste sich nach dem folgenden Album, Actual Size, auf.

### Solo-Karriere (2002–2009)
Während Mr. Big nicht mehr bestanden, veröffentlichte Martin weitere Soloalben, unter anderem I’m Goin’ Sane (2002) und die EP Pure. 2003 sang er das Lied Cheer Up auf der japanischen Veröffentlichung Sincerely 2 – Mariya Takeuchi Song Book. Ein weiteres Album, Destroy All Monsters, wurde 2004 in Japan, Europa, den USA und Südamerika veröffentlicht. In den folgenden Jahren war er weiterhin als Künstler aktiv.

### Mr. Big (ab 2009)
2009 fanden die Originalmitglieder von Mr. Big wieder zusammen und begannen ein Comeback. Seitdem ist Martin sowohl für die Eric Martin Band als auch für Mr. Big aktiv. 2011 erschien das neue Album What If..., 2014 … The Stories We Could Tell und 2017 Defying Gravity.

## Sonstiges
Am 19. Januar 2013 verkündete Martin in einem Video, auf dem nächsten Avantasia-Album The Mystery Of Time ein Duett mit Tobias Sammet zu singen. Außerdem war er 2013 auf der The Mystery World Tour und dem Auftritt beim Wacken Open Air Festival 2014 von Avantasia dabei. 2016 unterstützte Martin Avantasia wieder bei deren Ghostlights-Welttournee sowie diversen Sommer-Festivals.
Im März und April 2015 war Martin Teil des deutschen Projekts Rock Meets Classic, das zusammen mit der Mat-Sinner-Band, dem Bohemian Symphonic Orchestra Prague und diversen Gastsängern durch Deutschland, Österreich und die Schweiz tourte.
Darüber hinaus ist Martin weiterhin als Solokünstler auf Tour.

## Diskografie

### Soloalben und Projekte
- Sucker for a Pretty Face (1983) (The Billboard 200 #191)
- Eric Martin (1985)
- I'm Only Fooling Myself (1987)
- Teachers Original Soundtrack (1984) („I Can’t Stop The Fire“)
- Iron Eagle Original Soundtrack (1986) („These Are The Good Times“)
- Soul Sessions – The Capitol Years (1987)
- Somewhere in the Middle (1998)
- I Love the Way You Love Me (1999, Solo track)
- I'm Goin' Sane (2002)
- Pure (2003)
- Destroy All Monsters (2003)
- Mr. Vocalist (2008)
- Mr. Vocalist2 (2009)
- Love is alive – works of 1985 2010(2010)
- Mr. Vocalist 3 (2010)

### Mr. Big
Alben
- Mr. Big (1989)
- Raw Like Sushi (1990)
- Lean Into It (1991)
- Raw Like Sushi II (1992)
- Bump Ahead (1993)
- Japandemonium: Raw Like Sushi 3 (1994)
- Channel V at the Hard Rock Live (1996)
- Hey Man (1996)
- Take Cover (1996)
- Not One Night (1997)
- Live at Budokan (1997)
- Get Over It (2000)
- Superfantastic (2000)
- Static (2000)
- Deep Cuts (2000)
- Actual Size (2001)
- Mr. Big in Japan (2002)
- Next Time Around (2009)
- Back to Budokan (2009)
- What If… (2011)
- … The Stories We Could Tell (2014)
- Defying Gravity (2017)

Video
- Back to Budokan (2009)
- Greatest Video Hits (1996)
- Group Portrait (1993)
- Live in San Francisco (1992)
- Live and Kickin (1992)
- Lean Into It (1991)
- Back to Budokan (2009)